# Мальцев, Евгений Демьянович
Евгений Демьянович Мальцев (9 августа 1929, Рязанская область — 24 декабря 2003, Санкт-Петербург, Российская Федерация) — советский живописец, народный художник Российской Федерации (1995), член-корреспондент Российской Академии художеств (1995).
Родился 9 августа 1929 года. (В некоторых источниках приводится другая дата — 3 августа 1929 года.)
Учился в ленинградской Средней Художественной школе. В 1949 поступил на живописный факультет Ленинградского института живописи, скульптуры и архитектуры имени И. Е. Репина, который окончил в 1955 году по мастерской Б. Иогансона с присвоением квалификации художника живописи. Дипломная работа — жанровая картина «О делах колхоза». В том же году был принят в члены Ленинградского Союза художников.
Участвовал в выставках с 1955 года, экспонируя свои работы вместе с произведениями ведущих мастеров изобразительного искусства Ленинграда. Член Ленинградского Союза художников с 1956 года. Писал жанровые и исторические композиции, портреты. В 1990—1997 годах избирался председателем правления Ленинградского (Санкт-Петербургского) Союза художников. В 1989—1991 годах избирался народным депутатом СССР от Союза художников СССР. Народный художник Российской Федерации. В 1990-е возглавлял Координационный совет творческих союзов Санкт-Петербурга. Среди произведений, созданных Е. Мальцевым, картины «На Севере» (1957), «По воду» (1958), «Родные места», «В Нарыме» (обе 1959), «Ушёл пароход», «После смены» (обе 1960), «Сын вернулся», «До рассвета», «Салют победы» (все 1961), «На берегу» (1968), «Начало», «Портрет писателя Фёдора Абрамова», «Освобождение», «После войны» (все 1975), «Лихое время. Беда», «Памяти павших» (обе 1980) и другие.
Был членом коллегии Министерства культуры Российской Федерации.
Скончался 24 декабря 2003 года в Санкт-Петербурге на 75-м году жизни.
Произведения Е. Д. Мальцева находятся в Русском музее, Третьяковской галерее, в музеях и частных собраниях в России, Германии, Японии, Франции, Италии, США и других странах.

## Выставки
- 1957 год (Ленинград): 1917 - 1957. Выставка произведений ленинградских художников.
- 1957 год (Москва): Всесоюзная художественная выставка, посвящённая 40-летию Великой Октябрьской социалистической революции.
- 1958 год (Ленинград): Осенняя выставка произведений ленинградских художников.
- 1960 год (Ленинград): Выставка произведений ленинградских художников.
- 1968 год (Ленинград): Осенняя выставка произведений ленинградских художников, с участием Петра Альберти, Владимира Андреева, Всеволода Баженова, Николая Буранова, Ивана Варичева, Анатолия Васильева, Ростислава Вовкушевского, Николая Галахова, Владимира Горба, Татьяны Горб, Александра Гуляева, Вячеслава Загонека, Сергея Захарова, Рубена Захарьяна, Михаила Канеева, Михаила Козелла, Энгельса Козлова, Елены Костенко, Николая Кострова, Анны Костровой, Геворка Котьянца, Владимира Кранца, Ивана Лавского, Дмитрия Маевского, Евгения Мальцева, Гавриила Малыша, Николая Мухо, Михаила Натаревича, Владимира Овчинникова, Сергея Осипова, Льва Орехова, Виктора Отиева, Ростислава Пинкавы, Марии Рудницкой, Ивана Савенко, Глеба Савинова, Владимира Саксона, Александра Семенова, Арсения Семенова, Елены Скуинь, Кима Славина, Александра Столбова, Германа Татаринова, Николая Тимкова, Михаила Труфанова, Юрия Тулина, Сергея Фролова, Бориса Шаманова, Александра Шмидта, Лазаря Язгура и других ленинградских живописце
- 1975 год (Ленинград): Наш современник. Зональная выставка произведений ленинградских художников.
- 1984 год (Ленинград): Подвигу Ленинграда посвящается. Выставка произведений ленинградских художников, посвящённая 40-летию полного освобождения Ленинграда от вражеской блокады.

## Награды и звания
- Орден «За заслуги перед Отечеством» IV степени (22 декабря 1999) — за большой вклад в развитие отечественной культуры и изобразительного искусства[12].
- Народный художник Российской Федерации (4 августа 1995) — за большие заслуги в области искусства[13].